# Cecilio Morales
Cecilio Morales Barbado, noto semplicemente come Cecilio Morales (Cordova, 6 luglio 1992), è un giocatore di calcio a 5 spagnolo.

## Carriera

### Club
Originario di Montoro, Morales cresce nel settore giovanile del Córdoba. All'età di 17 anni abbandona il calcio per praticare il calcio a 5 nella modesta società del Bujalance. Tra il 2010 e il 2014 scala progressivamente le categorie dilettantistiche del campionato spagnolo militando, oltre che nello stesso Bujalance, nel Villa del Río e nel Construcciones Aparicio. Nell'estate del 2014 Morales viene notato da Moli, allenatore dell'UMA Antequera, che convince la società andalusa a tesserarlo. Nella stagione
2014-15 il laterale debutta perciò nella Segunda División, vincendola al primo tentativo, mentre l'anno seguente esordisce nella massima serie dove si mette in evidenza realizzando 17 reti. Nell'estate del 2016 Morales viene acquistato del Levante di cui diverrà in breve tempo uno dei punti di forza. Dopo quattro stagioni a Valencia, nell'estate del 2020 si trasferisce al blasonato Inter, alle prese con un difficoltoso ricambio generazionale. Il 16 gennaio 2021 realizza la quattrocentesima rete dell'Inter in Champions League nel corso della partita vinta dai madrileni per 6-2 contro l'Hovocubo nei sedicesimi di finale.

### Nazionale
Il 2 febbraio 2021 Morales debutta nella Nazionale di calcio a 5 della Spagna nel corso dell'incontro vinto per 3-1 contro la Slovenia valido per qualificazioni al Campionato europeo 2022. Il 28 dicembre 2021 viene incluso nella lista dei convocati per il Campionato europeo 2022.

## Palmarès
- Coppa di Spagna: 1
Inter: 2020-21
- Coppa del Re: 1
Inter: 2020-21
- Supercoppa di Spagna: 1
Inter: 2020